# 木下拓哉
木下 拓哉（きのした たくや、1991年12月18日 - ）は、高知県高知市出身のプロ野球選手（捕手）。右投右打。中日ドラゴンズ所属。

## 経歴

### プロ入り前
私立高知高校では2年春から正捕手の座を掴み、2年の夏に第90回全国高等学校野球選手権記念大会、3年の夏に第91回全国高等学校野球選手権大会に出場した。2年の夏の甲子園は、キャッチャーになりたてで、大会までに仕上がるかの不安が大きく必死だったので、試合自体の印象は残っていない、と木下が語っている。3年の夏の甲子園は、初戦が2試合連続で雨のためノーゲームとなった。2試合目には本塁打を打ったが、ノーゲームとなったため記録に残らなかった。野球部の同期には公文克彦がいた。
法政大学に進学すると、3年秋に東京六大学リーグベストナインに選出された。大学では1学年先輩の三嶋一輝、1学年後輩の石田健大とバッテリーを組んだ。リーグ通算で47試合に出場し、121打数23安打、打率.190、2本塁打、14打点を記録した。
トヨタ自動車では1年目から正捕手となり、日本選手権優勝に貢献した。
2015年のプロ野球ドラフト会議では、中日ドラゴンズから3位指名を受け、12月4日に契約金6500万円、年俸1000万円で契約した（金額は推定）。背番号は35。

### 中日時代
2016年は、8月7日の対横浜DeNAベイスターズ戦（横浜スタジアム）で初の先発出場を果たし、初本塁打を記録した。しかし、一軍の捕手は杉山翔大と桂依央利でほぼ固定されており、僅か9試合の出場にとどまった。
2017年は、6月17日の対埼玉西武ライオンズ戦（バンテリンドームナゴヤ）で先制犠飛、適時二塁打を放ち、初のお立ち台に上がった。この年は前年より出場機会が増え、51試合に出場した。
2018年は、自身の故障に加え、松井雅人や、北海道日本ハムファイターズからFAで加入した大野奨太が起用されたため、16試合の出場にとどまった。
2019年は、開幕一軍スタートとなったが、シーズン中に左膝を故障し、離脱した。その間に正捕手には加藤匠馬が起用され、最終的に39試合の出場に終わった。
2020年は、前年に続き開幕一軍を掴んだ。開幕スタメンこそ加藤に譲ったものの、シーズン後半から出場機会を増やし、終盤にはレギュラーとして定着した。10月23日からの東京ヤクルトスワローズ三連戦（明治神宮野球場）では、2度お立ち台に立った。最終成績は、88試合の出場で打率.267、6本塁打、32打点で、守備面では両リーグトップとなる盗塁阻止率.455を記録し、3度の月間最優秀バッテリー賞および年間最優秀バッテリー賞を受賞するなど、攻守において活躍した。
2021年は、開幕から正捕手を担い、自己最多の123試合に出場。規定打席には届かなかったものの、打率.270、チーム日本人最多の11本塁打、43打点を記録。守備でも12球団トップのチーム防御率3.22を記録した投手陣を引っ張った。
2022年は、7月6日に同年のオールスターゲームのメンバーに、ファン投票で選出されたことが発表された。この年はチームは6年ぶりの最下位で終わったものの自身初の規定打席到達を果たし、中日の捕手が規定打席に到達するのは2012年の谷繁元信以来10年ぶりとなった。また、この年のシーズンでは両リーグ通じて唯一の捕手の規定打席到達者だった。11月27日には2000万円アップの推定年俸6800万円で2023年シーズンの契約を更改した。
2023年も正捕手として開幕から出場を続け、交流戦期間中には7試合連続安打を記録するなど調子を上げていたが、6月14日の千葉ロッテマリーンズ戦（バンテリンドーム）で守りの際に右手甲にボールが直撃し、右大菱形骨骨折と診断され、翌15日に登録抹消となった。8月中旬に一軍復帰し、最終的に89試合出場、打率.237、5本塁打、26打点の成績を残すも、いずれも前年の数値を下回る結果となった。オフの11月28日の契約更改では、球団が提示した複数年契約を断り、現状維持の単年6800万円（金額は推定）でサインした。
2024年は74試合に出場し、打率.228、3本塁打、9打点を記録。11月11日に同年中に取得した国内フリーエージェント権の行使を表明したが、11月26日に200万円増となる推定年俸7000万円の2年契約で残留することが発表された。

## 選手としての特徴・人物
遠投120mの強肩で、打力も強い。また、フレーミング技術に定評がある。捕球から二塁到達までのタイムは1.83秒を記録している。
愛称は木村拓哉の「キムタク」をもじった「キノタク」。または「ゴリけん（お笑い芸人のゴリけんと顔が似ていることから）」。
明るい性格でムードメーカーであり、ヒーローインタビューではたびたびファンやチームメイトを湧かせている。
2021年4月27日の阪神タイガース戦（バンテリンドームナゴヤ）同点で迎えた7回裏一死一・二塁の場面で自身が決勝点となる左前適時打を放ってチームは勝利。試合後には右肩の故障で離脱していた同姓のチームメイト・木下雄介にエールを込める意味で、木下雄の顔がプリントされたTシャツを着用してお立ち台に上がった。しかし、同年8月に木下雄が急逝。以降は自身のキャッチャーミットに、これからも彼と共に戦い続けるという思いで「雄介」と記している。また、2022年から使用するミットには親指部分に自身のロゴマークとその背景に木下雄の背番号「98」を刺繍している。木下姓の選手は自身1人になったが、同年オフの契約更改で「引退するまで変えるつもりはないです。簡単な言葉では言い表せないけど、雄介の分までという気持ちです」と語り、翌年以降もスコアボードの表記を従来通り「木下拓」で貫くことを示唆した。
ミットやバット、キャッチャー防具など野球用具はミズノ製品を使用。2022年からはミズノとブランドアンバサダー契約を結んでいる。

## 詳細情報

### 年度別打撃成績
| 年 度     | 球 団     | 試 合 | 打 席 | 打 数 | 得 点 | 安 打 | 二 塁 打 | 三 塁 打 | 本 塁 打 | 塁 打 | 打 点 | 盗 塁 | 盗 塁 死 | 犠 打 | 犠 飛 | 四 球 | 敬 遠 | 死 球 | 三 振 | 併 殺 打 | 打 率 | 出 塁 率 | 長 打 率 | O P S |
| --------- | --------- | ----- | ----- | ----- | ----- | ----- | -------- | -------- | -------- | ----- | ----- | ----- | -------- | ----- | ----- | ----- | ----- | ----- | ----- | -------- | ----- | -------- | -------- | ----- |
| 2016      | 中日      | 9     | 19    | 18    | 1     | 5     | 2        | 0        | 1        | 10    | 2     | 0     | 0        | 0     | 0     | 1     | 0     | 0     | 6     | 1        | .278  | .316     | .556     | .871  |
| 2017      | 中日      | 51    | 94    | 78    | 4     | 15    | 5        | 0        | 0        | 20    | 4     | 0     | 0        | 4     | 1     | 10    | 1     | 1     | 21    | 4        | .192  | .289     | .256     | .545  |
| 2018      | 中日      | 16    | 28    | 25    | 4     | 3     | 1        | 0        | 1        | 7     | 2     | 0     | 0        | 0     | 0     | 3     | 1     | 0     | 9     | 0        | .120  | .214     | .280     | .494  |
| 2019      | 中日      | 39    | 98    | 88    | 5     | 20    | 6        | 0        | 2        | 32    | 8     | 0     | 0        | 1     | 1     | 5     | 1     | 3     | 22    | 2        | .227  | .289     | .364     | .652  |
| 2020      | 中日      | 88    | 269   | 251   | 19    | 67    | 14       | 1        | 6        | 101   | 32    | 0     | 0        | 5     | 0     | 12    | 2     | 1     | 49    | 1        | .267  | .303     | .402     | .705  |
| 2021      | 中日      | 123   | 393   | 352   | 33    | 95    | 17       | 0        | 11       | 145   | 43    | 1     | 1        | 3     | 2     | 35    | 4     | 1     | 58    | 11       | .270  | .336     | .412     | .748  |
| 2022      | 中日      | 120   | 466   | 419   | 24    | 103   | 16       | 3        | 6        | 143   | 48    | 2     | 0        | 12    | 6     | 27    | 3     | 1     | 38    | 5        | .246  | .289     | .341     | .630  |
| 2023      | 中日      | 89    | 315   | 278   | 19    | 66    | 15       | 0        | 5        | 96    | 26    | 0     | 0        | 5     | 1     | 30    | 2     | 1     | 55    | 4        | .237  | .313     | .345     | .658  |
| 2024      | 中日      | 74    | 203   | 180   | 11    | 41    | 4        | 0        | 3        | 54    | 9     | 0     | 0        | 14    | 0     | 9     | 0     | 0     | 26    | 9        | .228  | .265     | .300     | .565  |
| 通算：9年 | 通算：9年 | 609   | 1885  | 1689  | 120   | 415   | 80       | 4        | 35       | 608   | 174   | 3     | 1        | 44    | 11    | 132   | 14    | 8     | 284   | 37       | .246  | .302     | .360     | .662  |

- 2024年度シーズン終了時

### 年度別守備成績
| 年 度 | 球 団 | 捕手  | 捕手  | 捕手  | 捕手  | 捕手  | 捕手     | 捕手  | 捕手     | 捕手     | 捕手     | 捕手     |
| 年 度 | 球 団 | 試 合 | 刺 殺 | 補 殺 | 失 策 | 併 殺 | 守 備 率 | 捕 逸 | 企 図 数 | 許 盗 塁 | 盗 塁 刺 | 阻 止 率 |
| ----- | ----- | ----- | ----- | ----- | ----- | ----- | -------- | ----- | -------- | -------- | -------- | -------- |
| 2016  | 中日  | 9     | 39    | 4     | 0     | 1     | 1.000    | 0     | 6        | 4        | 2        | .333     |
| 2017  | 中日  | 44    | 178   | 19    | 0     | 1     | 1.000    | 0     | 18       | 15       | 3        | .167     |
| 2018  | 中日  | 14    | 57    | 5     | 0     | 1     | 1.000    | 0     | 8        | 5        | 3        | .375     |
| 2019  | 中日  | 35    | 192   | 20    | 1     | 0     | .995     | 0     | 18       | 13       | 5        | .278     |
| 2020  | 中日  | 87    | 599   | 58    | 2     | 7     | .997     | 4     | 55       | 30       | 25       | .455     |
| 2021  | 中日  | 120   | 762   | 77    | 2     | 11    | .998     | 2     | 68       | 39       | 29       | .426     |
| 2022  | 中日  | 120   | 842   | 84    | 5     | 10    | .995     | 3     | 75       | 53       | 22       | .293     |
| 2023  | 中日  | 87    | 628   | 51    | 1     | 9     | .999     | 1     | 41       | 28       | 13       | .317     |
| 2024  | 中日  | 71    | 372   | 30    | 1     | 4     | .998     | 2     | 30       | 27       | 3        | .100     |
| 通算  | 通算  | 587   | 3669  | 348   | 12    | 44    | .997     | 12    | 319      | 214      | 105      | .329     |

- 2024年度シーズン終了時[注 2]
- 各年度の太字はリーグ最高

### 表彰
- 最優秀バッテリー賞：2回（2020年 投手：大野雄大、2021年 投手：柳裕也）
- 月間最優秀バッテリー賞：8回
  - 2020年8月、10月、2022年9月 投手：大野雄大
  - 2020年9月 投手：祖父江大輔
  - 2021年3・4月、5月、8月 投手：柳裕也
  - 2022年8月 投手：髙橋宏斗

### 記録
初記録
- 初出場：2016年8月3日、対読売ジャイアンツ14回戦（ナゴヤドーム）、6回表に杉山翔大に代わり捕手で出場
- 初打席：同上、6回裏に田口麗斗から空振り三振
- 初先発出場：2016年8月7日、対横浜DeNAベイスターズ20回戦（横浜スタジアム）、「8番・捕手」で先発出場
- 初安打・初本塁打・初打点：同上、3回表に今永昇太から左越ソロ
- 初盗塁：2021年5月8日、対広島東洋カープ7回戦（バンテリンドーム ナゴヤ）、6回裏に二盗（投手：九里亜蓮、捕手：坂倉将吾）

その他の記録
- オールスターゲーム出場：2回（2021年、2022年）

### 背番号
- 35（2016年[7] - ）

### 登場曲
- 「Roar」Katy Perry（2017年）
- 「GOOD TIME」Owl City & Carly Rae Jepsen（2018年）
- 「POWER」Little Mix（2019年）
- 「ECHO」Little Glee Monster（2020年）
- 「熱ク」lecca（2022年）
- 「ZONE」遥海（2022年）
- 「Get in Trouble (So What)」Dimitri Vegas & Like Mike（2023年）
- 「ひろがるスカイ！プリキュア 〜Hero Girls〜」石井あみ（2023年）

### 代表歴
- 第27回 BFA アジア選手権日本代表